# Don’t Call Me Baby (singel Kreeshy Turner)
Don't Call Me Baby – singel kanadyjskiej piosenkarki Kreeshy Turner z jej debiutanckiego albumu Passion. 

## Pozycje na listach przebojów

### Tygodniowe listy przebojów
| Listy (2008)              | Pozycja |
| ------------------------- | ------- |
| Kanada (Canadian Hot 100) | 8       |
| US (Hot Dance Club Songs) | 1       |

### Notowania Końcowo roczne
| Listy (2008)              | Pozycja |
| ------------------------- | ------- |
| Kanada (Canadian Hot 100) | 26      |

## Ciekawostki
1. Na kanadyjskiej liście przebojów dotarł do 8 miejsca co czyni go najwyżej pozycjonowanym utworem Kreeshy, a także jedynym, który się przebił do czołowej dziesiątki, a nawet pięćdziesiątki[1].
2. Na tamtejszej liście utrzymał się aż przez 36 tygodni co czyni go najdłużej utrzymującym się singlem tej piosenkarki[4].
3. Don't Call Me Baby zostało napisane przez Anjulie Persaud, Jona Levina i samą Kreeshę[5].